# Peter Dornseif
Josef Peter Dornseif (* 20. Mai 1907 in Borbeck; † 25. November 1972 in München) war ein deutscher Schauspieler und Hörspielsprecher.

## Leben
Nach Abschluss der Oberrealschule und Ausbildung zum Schauspieler trat Peter Dornseif 1927 sein erstes Engagement in Bochum an. Über Stationen in Leipzig, Schwerin und Wiesbaden kam er in den 1950er-Jahren nach Berlin und spielte dort am Deutschen Theater, am Maxim-Gorki-Theater und an der Volksbühne. Zum Ende des Jahrzehnts siedelte Dornseif in die Bundesrepublik über und setzte seine Laufbahn an Bühnen in Westberlin und Saarbrücken fort.
Bereits zu Beginn der 1950er-Jahre begann Dornseif, auch für Film und Fernsehen zu arbeiten. Erstmals stand er 1950 im DEFA-Spielfilm Familie Benthin vor der Kamera. Weiter sah man ihn im Propagandafilm Das verurteilte Dorf und dem erfolgreichsten DDR-Kinofilm des Jahres 1954 Alarm im Zirkus. Auch beim westdeutschen Fernsehen fand Dornseif Beschäftigung. So spielte er den Film-Ehemann von Inge Meysel in der Serie Gertrud Stranitzki, war in verschiedenen Folgen des Königlich Bayerischen Amtsgerichts zu sehen und hatte unter anderem Episodenrollen beim Kommissar und dem Kriminalmuseum. Seine letzte Rolle dürfte ein Gastauftritt in der Krimiserie Okay S.I.R. gewesen sein, deren Dreharbeiten bereits 1971 begannen, die aber erst ab 1974 ausgestrahlt wurde.
Gelegentlich arbeitete Dornseif auch als Hörspiel- und Synchronsprecher, anders als seine Tochter, die Schauspielerin Kerstin Sanders-Dornseif, die in großem Umfang im Synchrongeschäft tätig ist.

## Filmografie (Auswahl)
- 1950: Familie Benthin
- 1951: Modell Bianka
- 1952: Das verurteilte Dorf
- 1952: Sein großer Sieg
- 1953: Geheimakten Solvay
- 1954: Alarm im Zirkus
- 1956: Startverbot
- 1957: Intrigen
- 1958: Tatort Berlin
- 1959: Melodie und Rhythmus
- 1959: Das Totenschiff
- 1959: Eine alte Liebe
- 1960: Waldhausstraße 20
- 1965: Auf einem Bahnhof bei Dijon
- 1966: Geheimagent Tegtmeier – Die harmlosen Gäste
- 1966: Intercontinental Express – Schwester Nanni
- 1966–1968: Gertrud Stranitzki (13 Folgen als Albert Stranitzki)
- 1967: Flucht über die Ostsee
- 1967: Interpol (TV-Filmreihe): …geborene Lipowski
- 1967: Das Kriminalmuseum (Fernsehserie):
  - Die Telefonnummer
  - Das Kriminalmuseum – Die rote Maske
- 1967: Von Null Uhr Eins bis Mitternacht – Wer hat Mrs. Jones zuletzt gesehen?
- 1968: Graf Yoster gibt sich die Ehre – Der goldene Elefant
- 1968: Risiko für Weihnachtsmänner
- 1969: Der Kommissar – Geld von toten Kassierern
- 1969: Ida Rogalski (2 Folgen als Albert Stranitzki)
- 1969–1971: Königlich Bayerisches Amtsgericht (7 Folgen)
- 1970: Schulmädchen-Report: Was Eltern nicht für möglich halten
- 1970: Recht oder Unrecht – Der Schuß
- 1971: Der Kommissar – Besuch bei Alberti
- 1971: Ein Vogel bin ich nicht
- 1972: Der Ehefeind
- 1974: Okay S.I.R. – Klare Linien

## Hörspiele (Auswahl)
- 1948: Die gelehrten Frauen – Autor: Molière – Regie: Rudolf Hahn
- 1949: Der Parasit – Autor: Friedrich Schiller – Regie: Carl Nagel
- 1949: Die Gewehre der Frau Carrar – Autor: Bertolt Brecht – Regie: Werner Wieland
- 1950: Wilhelm Tell – Autor: Friedrich Schiller – Regie: Carl Nagel
- 1951: Egmont – Autor: Johann Wolfgang von Goethe – Regie: Kurt Jung-Alsen
- 1952: Streik im Hafen – Autor: Peter Martin Lampel – Regie: Günther Rücker
- 1955: Tartuffe – Autor: Molière – Regie: Werner Wieland
- 1958: So eine Liebe – Autor: Pavel Kohout – Regie: Erich-Alexander Winds
- 1961: Wie einem Menschen zumute ist – Autor: Johannes Hendrich – Regie: Curt Goetz-Pflug
- 1961: Polikuschka – Autor: Lew Tolstoi – Regie: Jörg Franz
- 1962: Nach dem dritten Tag – Autor: Karl Richard Tschon – Regie: Hans Krendlesberger
- 1962: Iwan Matwejewitsch – Autor: Fjodor Dostojewski – Regie: Jörg Franz
- 1963: Der Stellvertreter – Autor: Rolf Hochhuth – Regie: Erwin Piscator